# یحیی دیبا
سید یحیی طباطبائی دیبا ملقب به ناظم‌الدوله (۱۳۰۳ق- ۱۳۱۹خ) معاون نخست وزیر در دوران رضا شاه پهلوی و نماینده مجلس شورای ملی در دوران قاجار بود.

## نسب
وی از نوادگان عبدالوهاب تبریزی که نسب وی هم به حسن مثنی ابن حسن مجتبی می‌رسد.
در سال ۱۳۰۳ هجری قمری (۱۲۶۴ یا ۱۲۶۵ خورشیدی) در تبریز به دنیا آمد. پدرش اسدالله ناظم‌الدوله بود که به مقام وزیرمختاری ایران در سن پطرزبورگ، سفارت ایران در استانبول و وزارت عدلیه در زمان مظفرالدین شاه رسید. پدربزرگش میرزا علی‌اصغر مستوفی و مادرش حاجیه بیگم دختر سید مهدی قاضی تبریزی بود. پس از تحصیل در تبریز و سفرهای عدیده به خارج، منشی مظفرالدین شاه شد. سپس یک بار رئیس اداره معادن نمک و دو بار رئیس مالیه آذربایجان شد. در زمان احمدشاه به ریاست دفتر محمدحسن میرزا ولیعهد رسید (که در تبریز مقیم بود)  و سپس حدود یک سال پس از شروع به کار دوره چهارم مجلس شورای ملی به عنوان نماینده تبریز به مجلس راه یافت. دیبا در زمان زمان نخست وزیری مخبرالسلطنه هدایت (۱۳۰۶ - ۱۳۱۲) معاونت او را به عهده داشت.
یحیی دیبا در ایوان آرامگاه معصومه در قم به خاک سپرده شد.